# Радослав Сабља
Радослав Сабља (грчки: Ράδοςθλάβος Σαμπίας; умро 1406) је био српски властелин у служби византијских царева Андроника IV и Јована VII.

## Биографија
Георгије Острогорски и Франц Деглер су сматрали да Радослављева породица стиче поседе у залеђу Свете Горе највероватније током Душанове владавине. У византијској служби нашла се након реокупације Серске области коју су после Душанове смрти (1355) држали царица Јелена и Угљеша Мрњавчевић. Посредно о томе сведочи Андроникова повеља Радославу из 1378. године и документ цара Јована из 1405. године у коме се Радослав назива "дворанином Царства ми". С обзиром на име, може се поуздано закључити да је Радослав био српског порекла. 
Радослав је у историјској науци запажен на основу неколико података који су пронађени у архиви манастира Светог Павла. Он је 1. јуна 1405. године, уз допуштење византијског цара Јована VII и посредовање свог духовника, Антонија Багаша, поклонио манастиру половину своја два села у Каламарији, Аврамита и Неохориона. Ова села му је још 1378. године у наследну пронију потврдио цар Андроник IV. Другу половину имали су да држе за живота Радослављеви синови, Ласкарис и Дука, да би по њиховој смрти и она прешла у власнишство манастира Светог Павла. Цар Јован Палеолог је истог месеца, на захтев игумана Антонија, потврдио Радослављеве дарове. Након смрти Радослава и игумана Антонија, Јован је, на захтев свештеника манастира, поново потврдио поседе које је Радослав даровао. Деспот Андроник Палеолог, управник Солуна, такође је потврдио дар 1419. године.
У грчким изворима Радослав се наводи као Ράδοςθλάβος Σαμπίας. У документу деспота Андроника из 1419. године само Σαμπίας. Године 1979. објављен је један турски документ у коме се наводи као Sabyai. У питању је исправа Мурата којом је потврдио повељу свога оца Орхана из 1386. године. Изгледа да је Радослав прихватио врховну турску власт током њихове прве управе над Светом Гором (1383-1403). Након повратка Византинаца поново је у служби цара Јована. Његов надимак преводи се као "Сабља". Изгледа да је оружје сабља код Срба дошло преко Мађара. Спорадично се користи све до средине 14. века. Сабља се у 15. веку, преко Турака, све више шири у наоружању српске војске. Вероватно је Радослав, или његов отац, био изврстан руковалац овим оружјем.